# Furius Hilarianus
Furius Hilarianus (sein Praenomen ist nicht bekannt) war ein im 2. Jahrhundert n. Chr. lebender Angehöriger des römischen Ritterstandes (Eques).
Durch ein Militärdiplom, das auf den 23. August 162 datiert ist, ist belegt, dass Hilarianus 162 Kommandeur der Cohors II Augusta Thracum war, die zu diesem Zeitpunkt in der Provinz Pannonia inferior stationiert war.